# Ann Battelle
Ann Battelle (Yonkers, 18 de enero de 1968) es una deportista estadounidense que compitió en esquí acrobático, especialista en las pruebas de baches.
Ganó dos medallas en el Campeonato Mundial de Esquí Acrobático de 1999, oro en los baches y bronce en los baches en paralelo.
Participó en cuatro Juegos Olímpicos de Invierno, entre los años 1992 y 2002, ocupando el séptimo lugar en Salt Lake City 2002 y el octavo en Lillehammer 1994.

## Medallero internacional
| Campeonato Mundial | Campeonato Mundial | Campeonato Mundial | Campeonato Mundial |
| Año                | Lugar              | Medalla            | Competición        |
| ------------------ | ------------------ | ------------------ | ------------------ |
| 1999               | Meiringen (Suiza)  | Medalla de oro     | Baches             |
| 1999               | Meiringen (Suiza)  | Medalla de bronce  | Baches en paralelo |